# Небезпечно для життя!
Небезпечно для життя! — Художній фільм Леоніда Гайдая. Прем'єра відбулася в серпні 1985 року.

## Короткий зміст
Спартак Молодцов (Леонід Куравльов) — людина, яка не може пройти повз. Через це він постійно потрапляє у різні пригоди. Так, цього ранку він виявив обірваний дріт високої напруги і запізнився на роботу, де фактично був зірваний прийом відвідувачів, бо його новий бюрократ-начальник (Борислав Брондуков) боявся приймати без нього рішення. Цей сюжет Гайдай обставляє у властивій йому манері динамічної, ексцентричної комедії з обов'язковою сатирою.
Молодцов, перебуваючи на своїй посаді, знайомиться з алкоголіком Чоколовим (Георгій Віцин) і дівчиною-водієм автофургона для перевезення морозива (Тетяна Кравченко). Відвідувач установи, товариш Кіпіані (Тамаз Толорая), зрештою знаходить його там же, на посту біля дрота. Фінал фільму виявляється досить несподіваним.

## Актори
- Леонід Куравльов — Спартак Іванович Молодцов
- Георгій Віцин — Олександр Петрович Чоколов, місцевий житель, алкоголік
- Лариса Удовиченко — Катерина Іванівна, сестра Молодцова
- Володимир Носик — Максим Аркадійович Дмитрієв, наречений сестри Молодцова
- Тетяна Кравченко — Тамара, водій фургона з морозивом
- Тамаз Толорая — Вано Миколайович Кіпіані, представник фабрики
- Борислав Брондуков — Андрій Павлович Передєлкін, начальник Молодцова
- Сергій Філіппов — делікатний відвідувач
- Ніна Гребешкова — Зінаїда Петрівна, колега Молодцова
- Михайло Кокшенов — Рокотов, лейтенант міліції
- Максим Раєвський — Климентій, племінник Молодцова
- Віктор Уральський — літній електромонтер з Міськенерго
- Муза Крепкогорська — шахістка
- Ніна Маслова — дама з собачкою
- Лев Поляков —підполковник міліції, начальник міліції
- Андрій Гусєв — Анісімов, молодший лейтенант міліції
- Віра Івлєва — буфетниця
- Олександр Пятков — куркуль
- Марина Поляк — секретарка
- Марина Швидка — секретарка з шоколадками
- Григорій Маліков — 1-й клієнт Спартака Молодцова
- Олександр Кузьмичов — 2-й клієнт Спартака Молодцова
- Микола Маліков — молодий електромонтер з Міськенерго
- Євген Кочегаров
- Сергій Воробйов — Микола, водій вантажівки
- В'ячеслав Гостинський — архітектор
- Наталя Сверкан — онучка шахістки
- кіт Річард

## Знімальна група
- Автори сценарію: Роман Фурман, Олег Колесников, Леонід Гайдай
- Режисер: Леонід Гайдай
- Оператор: Віталій Абрамов
- Художник: Фелікс Ясюкевич
- Композитор: Максим Дунаєвський
- Текст пісень: Леонід Дербеньов
- Звукооператор: Раїса Маргачева
- Виконавець пісні: Микола Караченцов
- Диригент: Костянтин Кримець
- Директор картини: Едуард Волков

## Технічні дані
Прокат фільму (1985, 16 місце) — 20,5 млн глядачів.

## Цікаві факти
Зйомки фільму проходили у Чернівцях та Кам'янці-Подільському. Зокрема, зйомки установи, в якій працював головний герой, проходили у будівлі Чернівецької облради. У фільмі неодноразово з'являються види Чернівців: панорама Центральної площі з вежі Чернівецької ратуші, Театральної площі, вулиці Університетської та інших місць. Озеро, біля якого розгортаються основні події, знаходиться на вулиці Комарова.